# Iveco X-Way
Der X-Way ist ein LKW des italienischen Nutzfahrzeugherstellers Iveco, der für den leichten Baueinsatz konfiguriert werden kann.

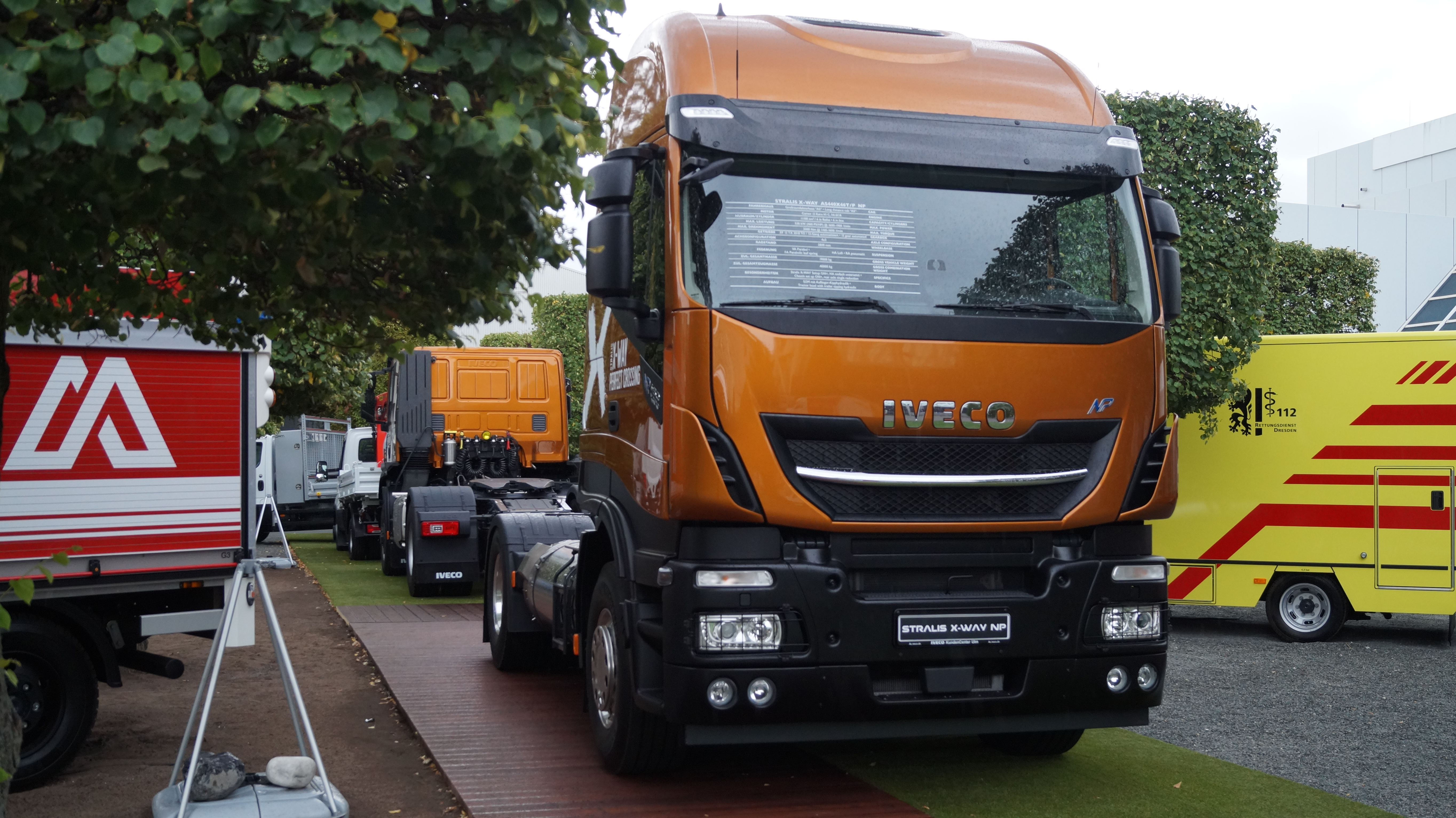
Iveco Stralis X-Way

In der Vergangenheit war der X-Way noch mit dem Führerhaus des Stralis ausgestattet und wurde daher als Stralis X-Way bezeichnet, doch seit dem 4. Quartal 2020 wird das Führerhaus des S-Way verwendet.

## Konzept
Laut Iveco soll der X-Way die Lücke zwischen Baustellenlaster und straßengebundenem Laster schließen, außerdem geringere Wartungs- und Reparaturkosten als bei reinen Baustellenfahrzeugen aufweisen. Um dies zu erreichen, kann man zwischen 3 Konfigurationen wählen:
- ON: Nah am Boden liegendes Fahrerhaus mit verstärktem Rahmen, deshalb geringerer Böschungswinkel und weniger Bodenfreiheit
- ON+: Stärkerer Stoßfänger, höherer Böschungswinkel und mehr Bodenfreiheit
- OFF: Höhere Steigfähigkeit, höchster Böschungswinkel (>25°).

So kann man beim X-Way zwischen verschiedenen Vorder- und Hinterachsen, Stoßdämpfern aus Stahl oder Kunststoff, Rahmen in 6,7 mm oder 7,7 mm Stärke, unterschiedlichen Getrieben und Nebenantrieben wählen. Optional ist auch ein Allradantrieb verfügbar, bei dem die Vorderachse bei Bedarf durch den hydrostatischen HI-TRACTION-Antrieb angetrieben wird.

## Modellpflege
Im Zuge der Produktumstellung vom Stralis zum S-Way wurde im Jahr 2020 auch der X-Way überarbeitet. Im Zuge dieser Modellpflege hat er unter anderem die Fahrerhäuser vom S-Way übernommen.

## Motorisierungen
Alle Dieselmotoren sind 6-Zylinder und benutzen ein SCR-Abgasbehandlungssystem und erfüllen die Abgasnorm EURO 6d ganz ohne AGR.
Der Gasmotor ist ebenfalls ein 6-Zylinder und benutzt zum Erreichen der Abgasnorm EURO 6d einen 3-Wege-Katalysator.
| Motor     | Hubraum (l) | Leistung (kW) bei (1/min) | Drehmoment (Nm) bei (1/min) |
| --------- | ----------- | ------------------------- | --------------------------- |
| Diesel    |             |                           |                             |
| Cursor 9  | 8,7         | 228 bei 1675-220          | 1300 bei 1100–1675          |
| Cursor 9  | 8,7         | 243 bei 1655–2200         | 1400 bei 1100–1655          |
| Cursor 9  | 8,7         | 265 bei 1530–2200         | 1650 bei 1200–1530          |
| Cursor 9  | 8,7         | 294 bei 1655–2200         | 1700 bei 1200–1655          |
| Cursor 11 | 11,1        | 309 bei 1475–1900         | 2000 bei 870–1475           |
| Cursor 11 | 11,1        | 338 bei 1500–1900         | 2150 bei 925–1500           |
| Cursor 11 | 11,1        | 353 bei 1465–1900         | 2300 bei 970–1465           |
| Cursor 13 | 12,9        | 375 bei 1560–1900         | 2300 bei 900–1560           |
| Cursor 13 | 12,9        | 420 bei 1605–1900         | 2500 bei 1000–1605          |
| Erdgas    |             |                           |                             |
| Cursor 13 | 12,9        | 338 bei 1900              | 2000 bei 100–1600           |

## Federung
Im Gegensatz zum S-Way ist der X-Way auch mit einer komplett mechanischen Federung bestellbar. Weiterhin besteht zusätzlich die Option, auch einzelne Achsen mit Luftfederung auszustatten.

## Rahmen
Beim X-Way besteht die Wahl zwischen dem Rahmen des S-Way mit 6,7 mm oder einer verstärkten Variante mit 7,7 mm.